# Falschmünzer-Vergleich
Der Falschmünzer-Vergleich ist ein Vergleich, der dem Werk des Thomas von Aquin entstammt.
Thomas von Aquin wirft in seinem Werk Summa theologica (II-II, qu. 11, art. 3 und art. 4) die Frage auf, ob nicht mit denen, die ein Vergehen im geistlichen Sinne begehen, also Häretikern, mindestens genauso streng verfahren werden sollte wie mit jenen, die ein Vergehen im weltlichen Sinne, hierfür beispielhaft Falschmünzerei, begehen:  

„Multo enim gravius est corrumpere fidem, per quam est animae vita, quam falsare pecuniam, per quam temporali vitae subvenitur.“

„Denn es ist viel schwerwiegender, den Glauben zu zersetzen, der der Seele Leben spendet, als Geld zu fälschen, das vergängliches Leben unterhält.“

Der Anspruch, die Diskrepanz zwischen hohen Strafen hüben und niedrigen drüben wettzumachen, wurde dann alsbald zu einer der theoretischen Begründungen der Inquisition herangezogen.